# Luca Shytaj
Luca Shytaj, właściwie Iart Luca Shytaj (ur. 3 lutego 1986 w Tiranie) – albańsko-włoski wirusolog oraz szachista z tytułami arcymistrza szachowego i mistrza międzynarodowego. Mistrz Albanii z 2003 roku oraz mistrz Włoch w szachach szybkich z 2009 roku.

## Życiorys

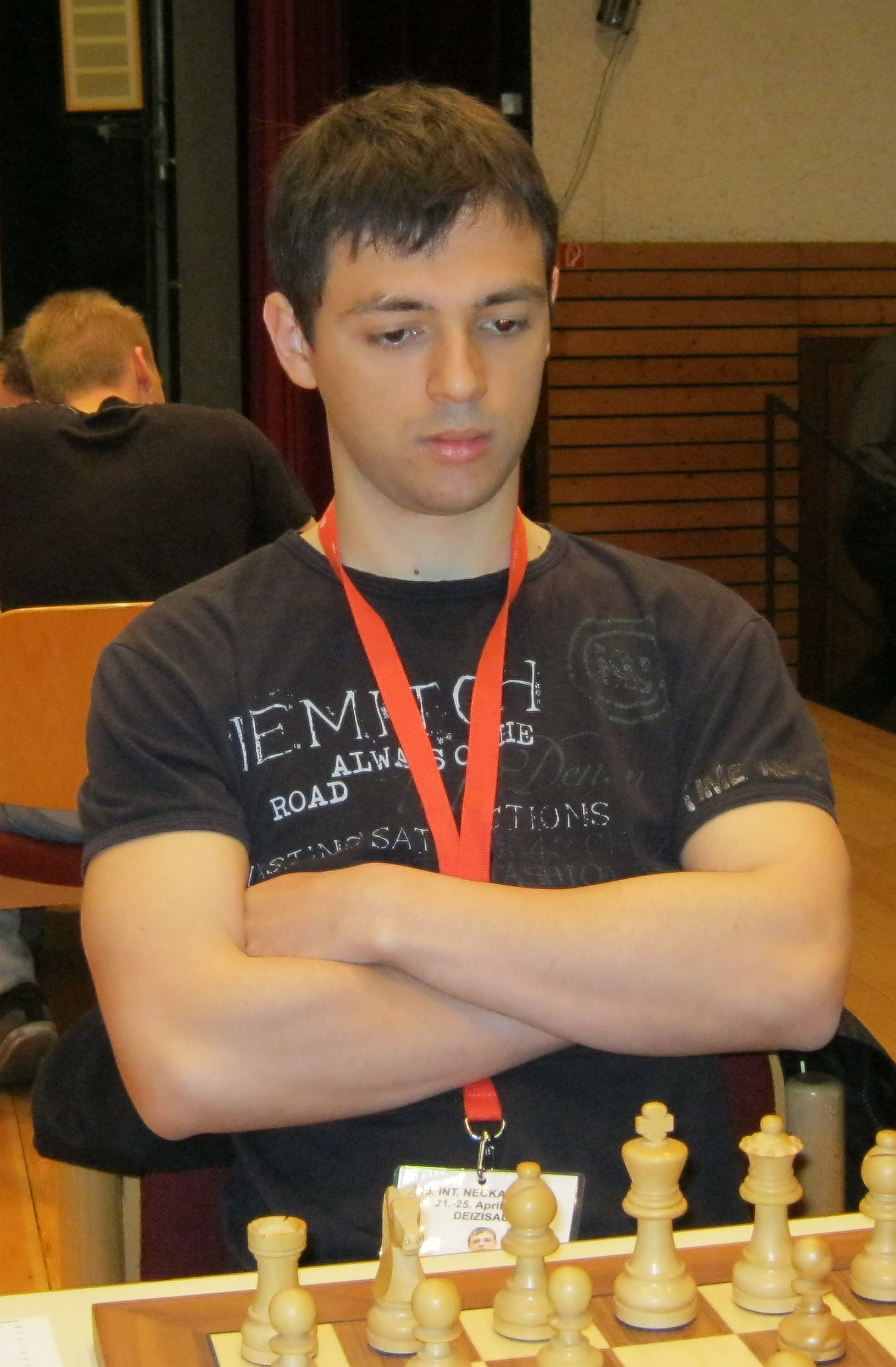
Luca Shytaj (2011)

W 1993 roku wraz z rodzicami przeniósł się do Włoch, a w 2007 roku otrzymał włoskie obywatelstwo. Ukończył studia na Uniwersytecie Rzymskim „La Sapienza”.
Prowadzi badania we Włoskim Narodowym Instytucie Zdrowia w Rzymie oraz dla amerykańskiego laboratorium Bioqual. Pracuje także jako wykładowca na Uniwersytecie w Heidelbergu.

### Kariera sportowa
Reprezentował Albanię w olimpiadach szachowych 2004 i 2006 oraz Włochy w Olimpiadzie Szachowej 2008 i na drużynowych mistrzostwach Europy w szachach 2009.

#### Jako reprezentant Albanii
W 2002 roku Shytaj zadebiutował w turnieju Taranto Open Masters; 29 sierpnia zremisował z Włochem Angelo Lanzillottą, następnego dnia przegrał z innym Włochem Duilio Collutiisem. 30 września pokonał włoskiego zawodnika Corrado Ficco, następnego dnia wygrał także z innym zawodnikiem z Włoch, Giorgio Sansonettim. 1 września przegrał z Rumunem Andreiem-Nestorem Cioarą, a następnego dnia pokonał Włocha Roberta Campanilego.
W czerwcu 2003 roku w ramach IV edycji turnieju szachowego w Lido degli Estensi rozegrał dwa mecze z arcymistrzami szachowymi: 6 czerwca zremisował z reprezentującym Słowację Giennadijem Timoszczenką, natomiast 12 czerwca przegrał z reprezentantem Izraela Witalijem Hołodem. Od 11 do 13 lipca tegoż roku Shytaj uczestniczył w X edycji Campobasso Open; 11 lipca wygrał z Włochami Marco Benincasą, 12 lipca wygrał Włochem z Saverio Gerardim oraz zremisował dwukrotnie: z innym Włochem Sergio Corso oraz z Bułgarem Krumem Georgiewem, natomiast 13 lipca Shytaj wygrał z włoskim zawodnikiem Eugenio Capuanem oraz zremisował z innym Włochem Pietro Gagliardim.
W sierpniu 2003 uczestniczył w VII edycji turnieju szachowego w Genui; 4 sierpnia przegrał z Chorwatem Srdjanem Sale, a 9 sierpnia został pokonany przez Włocha Michele Godenę. Od 21 do 29 sierpnia włącznie Shytaj brał udział w turnieju szachowym w Bratto, rozgrywając po jednym meczu dziennie. Jego wynikami były: wygrana z Włochem Danielem Lapiccirellą (21 sierpnia), przegrana z Rosjaninem Władimirem Jepiszynem (22 sierpnia), remis z Włochem Robertem Albertonem (23 sierpnia), wygrana z włoskimi zawodnikami Carlo Barlocco (24 sierpnia) oraz Paolo Lovatim (25 sierpnia), remis z Hiszpanem Salvadorem del Rio de Angelisem (26 sierpnia), wygrana z Włochem Fabrizio Ranierim (27 sierpnia), remis z reprezentującą Włochy Jeleną Sediną (28 sierpnia) oraz przegrana z Węgrem Csabą Horváthem (29 sierpnia).
10 lipca 2004 roku w ramach XI edycji Campobasso Open rozegrał zakończony remisem mecz z Włochem Andreą Femiano. Od 20 do 28 sierpnia ponownie brał udział w turnieju szachowym w Bratto, jego wyniki były następujące: 3 kolejne wygrane z Włochami Marco Ceccarinim (20 sierpnia) oraz Marco Campinim (21 sierpnia) i Ukraińcem Andrijem Maksymenką (22 sierpnia), 3 kolejne remisy z Włochem Fabio Bellinim (23 sierpnia), Węgrem Gyulą Saxem (24 sierpnia) i Niemcem Lorenzem Maximilianem Drabkem (25 sierpnia), przegrana z Chorwatem Miso Cebalo (26 sierpnia), wygrana z Włochem Renzo Mantovanim (27 sierpnia) i remis z Filipińczykiem Josephem Sánchezem (28 sierpnia).
W październiku 2004 roku uczestniczył w olimpiadzie szachowej w Calvii; 16 października pokonał rwandyjskiego szachistę Fidele Mutabaziego, dzień później Albańczyk został pokonany dwa razy: przez Białorusina Aleksiejem Fiodorowem i przez Kanadyjczyka Dmitrija Tiomkina. 18 października zremisował z Tadżykiem Dżamszedem Isojewem. 22 października został pokonany przez Tunezyjczyka Slima Bouaziza, a dwa dni później Shytaj przegrał z fińskim zawodnikiem Markku Pukkilą. W listopadzie 2004 wziął udział w turnieju szachowym w Heraklionie w kategorii wiekowej do 18 lat; 6 listopada przegrał z Niemcem Danielem Stellwagenem, natomiast 11 listopada zremisował z Ormianinem Armanem Paszikianem.
W styczniu 2005 w ramach XI edycji turnieju szachowego w Weronie Shytaj wziął udział w dwóch meczach zakończonych remisem; 3 stycznia grał przeciwko Włochowi Michele Godenie oraz 9 stycznia przeciwko reprezentującemu Serbię i Czarnogórę Miroljubowi Laziciowi. W tym samym miesiącu uczestniczył także w XII edycji turnieju szachowego w Montecatini Terme; 27 stycznia zremisował z reprezentującym Włochy swoim rodakiem Vangjelem Bulim, natomiast 30 stycznia Shytaj przegrał z Chorwatem Milanem Mrdją.
Od 20 do 28 sierpnia 2005 roku po raz trzeci wziął udział w turnieju szachowym w Bratto, jego wyniki były następujące: dwie wygrane po kolei z Włochami Marco Nardellim (20 sierpnia) i Roberto Piantonim (21 sierpnia), remis z Chorwatem Mladenem Palacem (22 sierpnia), wygrana z Włochem Maurizio Brancaleonim (23 sierpnia), przegrana z Rosjaninem reprezentującym Niemcy Igorem Chenkinem (24 sierpnia), remis z Włochem Folco Castaldo (25 sierpnia), wygrana z innym Włochem Flavio Guido (26 sierpnia), przegrana z Włochem Michele Godeną (27 sierpnia) oraz wygrana z innym włoskim zawodnikiem Denisem Gosio.
W 2006 roku przegrał mecz z Ukraińcem Dmytrem Komarowem. W styczniu tegoż roku uczestniczył w turnieju szachowym w Weronie; 4 stycznia pokonał włoskiego zawodnika Giuseppe Lettieriego, a dwa dni później wygrał z innym włoskim zawodnikiem Michele Godeną. 8 stycznia zremisował z Brytyjczykiem Jonathanem Rowsonem, dzień później Shytaj ponownie zremisował, tym razem z Chorwatem Milanem Mrdją.
W dniach 21 i 22 kwietnia 2006 roku brał udział w drużynowych mistrzostwach Włoch w Porto San Giorgio, gdzie wszyscy jego oponenci reprezentowali Włochy; pierwszego dnia Shytaj wygrał z Carlo Passonim oraz przegrał z Folco Castaldo, natomiast drugiego dnia najpierw wygrał z Tullio Marinellim, następnie zremisował z Calogero Di Caro. W 2006 roku wziął także udział w olimpiadzie szachowej w Turynie; 21 maja pokonał Seszelczyka Petera Meiera, następnego dnia zremisował z Turkiem Suatem Atalikiem. 23 maja Shytaj ponownie wygrał mecz, tym razem z Włochem Fabio Bellinim, następnego dnia zremisował z argentyńskim zawodnikiem Fernando Peraltą. Pokonał 25 maja dominikańskiego zawodnika José Lisandro Muñoza Santanę, następnie 3 mecze z udziałem Luki Shytaja zakończyły się remisem; grał on przeciwko Australijczykowi Zhao Zong-Yuanowi (27 maja), Słowakowi Igorowi Štohlowi (28 maja) i Islandczykowi Helgiemu Olafssonowi (29 maja). Przegrał dwa kolejne mecze z Kostarykańczykiem Leonardo Valdesem (30 maja) oraz z Turkmenem Hanjarem Ödäýewem (2 czerwca). Dnia 3 czerwca Shytaj zremisował z Brytyjczykiem Colinem McNabem, natomiast następnego dnia przegrał mecz z innym Brytyjczykiem Richardem Stuartem Jonesem.
Uczestniczył na przełomie lat 2006 i 2007 w turnieju szachowym Reggio Emilia; 30 grudnia wygrał mecz z Włochem Federico Mancą, następne 6 meczów zakończyło się remisem; Albańczyk grał w nich przeciwko Włochowi Sabinu Brunellemu (31 grudnia), Rosjaninowi reprezentującemu Niemcy Igorowi Chenkinowi (1 stycznia), Włochowi Denisowi Rombaldoniemu (2 stycznia), Rosjaninowi Konstantinowi Landzie (3 stycznia), innemu Włochowi Giulio Borgowi oraz Mołdawianinowi Viorelowi Iordăchescu (5 stycznia). 6 stycznia przegrał z Włochem Robertem Mogranzinim, a następnego dnia zremisował z Ukraińcem Ołehem Romanyszynem.

#### Jako reprezentant Włoch
21 maja 2007 roku wygrał zorganizowany w ramach turnieju w Capo d'Orso mecz z włoskim zawodnikiem Michele Godeną. Dwa dni później Shytaj pokonał w turnieju w Porto Mannu innego włoskiego zawodnika, Oscara Mazzariola. Od 23 do 31 sierpnia 2007 uczestniczył w turnieju w Bratto, jego wyniki były następujące: 2 remisy z Włochami Carlo Castelfranchim (23 sierpnia) i Michelangelo Scalcionem (24 sierpnia), 3 kolejne wygrane także z Włochami Enrico Pepino (25 sierpnia), Stefana Tatai (26 sierpnia) i Robertem Mogranzinim (27 sierpnia), przegrana z reprezentującym Holandię Rosjaninem Siergiejem Tiwiakowem (28 sierpnia), dwa remisy z Gruzinem Nikolozem Chkhaidze (29 sierpnia) i Włochem Mario Lanzanim (30 sierpnia) oraz wygrana z Włochem Flavio Guido (31 sierpnia).
23 stycznia 2008 roku w ramach turnieju szachowego w Mariańskich Łaźniach rozegrał mecz z Rosjaninem reprezentującym Czechy Leonidem Wołoszynem; wynik zakończył się remisem. W listopadzie tegoż roku uczestniczył w olimpiadzie szachowej w Dreźnie; 13 listopada Shytaj wygrał z Ormianinem Gabrielem Sarksjanem, jednak następnego dnia przegrał z Emiratczykiem Musą Osmanem. 16 listopada zremisował ze szwajcarskim zawodnikiem Florianem Jennim, dzień później został pokonany przez Brytyjczyka Davida Howella. 19 listopada Shytaj wygrał z południowoafrykańskim zawodnikiem Kennym Solomonem, następnego dnia przegrał ze Szwedem Tigerem Hillarpem Perssonem. 22 listopada pokonał dominikańskiego szachistę José Manuela Domingueza, przegrał jednak dzień później z Litwinem Sarunasem Sulskisem. 25 listopada wygrał mecz z Tadżykiem Sochibem Dżurajewem.
Na przełomie lat 2008 i 2009 po raz drugi wziął udział w turnieju szachowym Reggio Emilia. 27 grudnia przegrał z rumuńskim szachistą Mihailem Marinem, następne 3 mecze były zremisowane; Shytaj grał wówczas przeciwko Chorwatowi Miso Cebalo (28 grudnia), Włochowi Niccolo Ronchettiemu (29 grudnia) oraz Rosjaninowi Aleksiejowi Driejewowi (30 grudnia). 31 grudnia przegrał mecz z meksykańskim zawodnikiem Manuelem Leonem Hoyosem, następnego dnia zremisował z Niemcem Janem Gustafssonem. 2 stycznia przegrał z Chińczykiem Hua Ni, następnego dnia zremisował z Rosjaninem Konstantinem Landą, a 4 stycznia pokonał węgierskiego zawodnika Zoltána Almásiego.
W 2009 roku wziął udział w Reykjavík Open, gdzie jego wyniki były następujące: dwie wygrane z rzędu z Islandczykiem Einarem Kristinnem Einarssonem (24 marca) i z Peruwianką Deysi Cori Tello (25 marca), dwie kolejne przegrane z Francuzem Sébastienem Mazé (26 marca) i Islandczykiem Þorsteinnem Þorsteinssonem (27 marca), wygrana z Islandczykiem Saevarem Bjarnasonem (28 marca), remis z innym Islandczykiem Hjörvarem Steinnem Grétarssonem (29 marca) oraz trzy wygrane z rzędu z Björnem Thorfinnssonem (30 marca), Peruwiańczykiem Jorge Cori Tello (31 marca) i Duńczykiem Silasem Lundem.
2 maja 2009 roku rozegrał zakończony remisem mecz z Włochem Michele Godeną. W sierpniu 2009 wziął udział w Arktycznym Turnieju Szachowym, początkowo wygrywając po kolei trzy mecze z Niemcem Danielem Majorowem (1 sierpnia), Amerykaninem Danielem Fernandezem (2 sierpnia) i Ukraińcem Jurijem Drozdowskim (3 sierpnia). 4 sierpnia zremisował z Serbką Mariją Petrović, a dzień później przegrał z Duńczykiem Allanem Stigiem Rasmussenem. Następnie wygrał dwa kolejne mecze ze Szwedem Kajem Engstromem (6 sierpnia) i Ukraińcem reprezentującym Belgię Wadymem Małachatką (7 sierpnia); zremisował z Norwegiem Jonem Ludvigiem Hammerem (8 sierpnia) i Polakiem Bartoszem Soćką (9 sierpnia).
25 sierpnia 2009 roku został pokonany w meczu z Albańczykiem Eraldem Dervishim.
2 sierpnia 2010 roku w ramach Arktycznego Turnieju Szachowego Shytaj rozegrał zakończony remisem mecz z rosyjskim szachistą Michaiłem Kobalią.
Od 4 do 6 kwietnia 2011 roku Shytaj brał udział w turnieju szachowym Ravenna Open; pierwszego dnia pokonał Izraelczyka Tamira Nabaty, drugiego zremisował z Rosjaninem Ramiłem Chasangatinem, natomiast trzeciego także zremisował z Ukraińcem Jurijem Wowkiem. 8 października w ramach Mitropa Cup reprezentant Włoch rozegrał zakończony remisem mecz z czeskim szachistą Štěpánem Žilką.
28 kwietnia 2013 roku zremisował w meczu z Michele Godeną.
W 2016 roku uczestniczył w turnieju Gibraltar Masters; 26 stycznia wygrał z Niemcem Thomasem Biegelem, następnego dnia został pokonany przez Brytyjczyka Nigela Shorta. Następne dwa mecze były wygrane przez włoskiego zawodnika; grał on wówczas z Hiszpanem Lance Hendersonem de La Fuente (28 stycznia) i reprezentującą Szkocję Gruzinką Ketewan Arachamię-Grant. 30 stycznia został pokonany przez Francuza Sébastiena Mazé, a następnego dnia zremisował z izraelskim zawodnikiem Igorem Bitenskym. Dwa kolejne mecze były wygrane przez Shytaja, grał przeciwko Hiszpanowi Alejandro Pérezowi Garcíi (1 lutego) oraz przeciwko reprezentującemu Niemcy Rosjaninowi Aleksandrowi Donczence (2 lutego). 3 lutego wygrał z Brytyjczykiem Gawainem Jonesem, natomiast następnego dnia przegrał z francuskim zawodnikiem Adrienem Demuthem.
29 kwietnia 2016 roku wygrał mecz z Włochem Francesco Rambaldim.
28 kwietnia 2018 roku wygrał mecz z Włochem Danielem Lapiccirellą.
20 listopada 2020 roku został pokonany w meczu z Michele Godeną.

##### Udział w mistrzostwach krajowych
W grudniu 2008 Shytaj uczestniczył w mistrzostwach Włoch; początkowo dwukrotnie zremisował z Włochem pochodzenia ukraińskiego Daniiłem Dwirnym (3 grudnia) oraz z innym Włochem Sabino Brunello (4 grudnia). 5 grudnia wygrał z Argentyńczykiem reprezentującym Włochy Danielem Continem, dzień później zremisował z Włochem Alessio Valsecchim. 7 grudnia przegrał z Włochem Danielem Genocchio, następnego dnia rozegrał zakończony remisem mecz z innym włoskim zawodnikiem Pierluigim Piscopo. 9 grudnia wygrał z Włochem Denisem Rombaldonim, następnego dnia został pokonany przez amerykańskiego szachistę Fabiana Caruanę. Trzy ostatnie mecze z udziałem Luki Shytaja w ramach mistrzostw Włoch zakończyły się porażką z jego strony; grał wówczas przeciwko Włochom Michele Godenie (11 grudnia), Fabio Bruno (13 grudnia) i pochodzącemu z Argentyny włoskiemu reprezentantowi Carlosowi Garcii Palermo (14 grudnia).
W 2012 roku wziął udział w drużynowych mistrzostwach Włoch; 27 kwietnia pokonał Włocha Marco Codenottiego, następnego dnia przegrał z reprezentującym Włochy Argentyńczykiem Danielem Continem oraz wygrał z Włochem Fabrizio Ranierim. 29 kwietnia zremisował z innym włoskim szachistą Ennio Arlandim, następnego dnia został pokonany przez Rumuna Mihaila Marina. 30 kwietnia Shytaj zremisował z włoskim zawodnikiem Manlio Lostuzzim, a 1 maja wygrał z innym Włochem Piero Mazzillim.
W 2014 roku ponownie wziął udział w drużynowych mistrzostwach Włoch; 30 kwietnia zremisował z Włochem Gerdem Schacherem, następnego dnia przegrał z innym Włochem Marco Codenottim. Kolejne cztery mecze były zremisowane; Luca Shytaj grał w nich przeciwko Włochowi Michele Godenie (1 maja), Węgrowi Józsefowi Horváthowi (2 maja) oraz Włochom Sabino Brunellemu (3 maja) i Duilio Collutiisowi (4 maja).

##### Udział w mistrzostwach europejskich
W październiku 2009 roku uczestniczył w drużynowych mistrzostwach Europy w szachach; 22 października wygrał z bułgarskim zawodnikiem Dejanem Bożkowem, a 6 następnych meczów zakończyło się remisem; Shytaj grał wówczas przeciwko Holendrowi Sipkemu Ernstowi (23 października), Rosjaninowi Jewgienijowi Tomaszewskiemu (24 października), Austriakowi Nikolausowi Stanecowi (25 października), Belgowi Stefanowi Docxowi (26 października), Litwinowi Gediminasowi Šarakauskasowi (27 października), Rosjaninowi Igorowi Chenkinowi (28 października). 29 października Shytaj pokonał tureckiego szachistę Buraka Firata.
W marcu 2010 wziął udział w mistrzostwach Europy w szachach; 6 marca przegrał z brytyjskim szachistą Michaelem Adamsem, następnie wygrał dwa mecze: z Izraelczykiem Matanem Szeskinem (7 marca) i z Węgrem Adamem Feherem (8 marca). 10 marca przegrał z Chorwatem Goranem Djuroviciem, następnego dnia zremisował z izraelskim szachistą Mosze Kacirem. 12 marca wygrał z Rosjaninem Michailem Niedochietowem, dwa dni później przegrał z Izraelczykiem Ilją Smirinem. 15 marca wygrał z Włochem Bentivegną, dzień później został pokonany przez gruzińskiego zawodnika Bachanę Morchiaszwiliego. 17 marca pokonał Niemca Torstena Sarboka.
15 października 2016 roku wziął udział w mistrzostwach Europy w szachach szybkich i błyskawicznych, gdzie przegrał z Ukraińcem Rusłanem Ponomariowem oraz wygrał z Rosjaninem Władimirem Potkinem.

##### Udział w mistrzostwach światowych
Od 26 do 28 grudnia 2016 uczestniczył w mistrzostwach świata w szachach szybkich; 26 grudnia trzy razy po kolei przegrał z Francuzem Laurentem Fressinetem, z Chińczykiem Shanglei Lu i z Saudyjczykiem Abdullahem Chajatem, wygrał z Norwegiem Johanem-Sebastianem Christiansenem, następnie przegrał dwa kolejne mecze z Kazachem Rinatem Dżumabajewem i z Azerem Sərxanem Həşimovem. 27 grudnia Shytaj dwukrotnie zremisował z Rosjanami Jewgienijem Najerem i Pawłem Potapowem oraz przegrał z indyjskim szachistą Suryą Gangulym. 28 grudnia przegrał z Chińczykiem Zhang Zhongiem, z Emiratczykiem Ishakiem Saidem oraz z Indusem Neelotpalem Dasem, natomiast wygrał z Seszelczykiem Andre Stratonowitschem i z Dżibutyjczykiem Mohamedem Alim Dimą.
29 i 30 grudnia 2016 roku wziął także udział w mistrzostwach świata w szachach błyskawicznych. Pierwszego dnia przegrał z Hiszpanem Francisco Vallejo Ponsem, z Chińczykiem Xiangzhi Bu, z Irańczykami Parhamem Maghsudlu i Ehsanem Ghaemem Maghamim, z Kazachem Rustamem Chusnutdinowem, z Uzbekiem Sergeyem Qayumovem oraz z Francuzem Laurentem Fressinetem; wygrał natomiast z Dżibutyjczykiem Mohamedem Alim Dimą, z Saudyjczykiem Abdullahem Chajatem, z Białorusinem Aleksiejem Aleksandrowem i z Indusem Dasem Debashisem oraz zremisował z Zhang Zhongiem. 30 grudnia Shytaj przegrał z Kazachem Rinatem Dżumabajewem, z Azerem Sərxanem Həşimovem, z Indusem Maranim Rajendranem Venkateshem oraz z Rosjaninem Pawłem Tregubowem; wygrał z Seszelczykiem Andre Stratonowitschem, z Marokańczykiem Mohamedem Tissirem oraz z Niemcem Tobiasem Hirneise, natomiast zremisował z Emiratczykiem Ishakiem Saidem i z Irańczykiem Aryanem Gholamim.
Ponownie wziął udział w mistrzostwach świata w szachach błyskawicznych, które odbyły się 29 i 30 grudnia 2017. 29 grudnia przegrał z Rosjaninem Dienisem Chismatullinem, z Chińczykiem Bu Xiangzhi, z Egipcjaninem Ahmedem Adlym, z Brytyjczykiem Nigelem Shortem i z Hiszpanem Ivánem Salgado Lópezem; wygrał z Saudyjczykiem Emadem al-Habibem, z Omańczykiem Saidem Salimem al-Maaszanim Amerem i z Hongkończykiem Danielem Kingiem Wai Lamem, natomiast zremisował z Grekiem Steliosem Halkiasem. 30 grudnia przegrał z Indusem Suryą Gangulym, z Ukraińcem Jurijem Kuzubowem, z Rosjaninem Pawłem Ponkratowem, z Turkiem Vahapem Sanalem, z Azerem Rasulem Ibrahimowem i z Azerem Asylem Abdydżaparem; wygrał natomiast z Polakiem Kamilem Mitoniem, z reprezentującym Belgię Ukraińcem Wadymem Małachatką, z Saudyjczykiem Abdulrahmanem Masrahim, z Emiratyczykiem Omarem Noamanem al-Alim.

##### Udział w sezonachBundesligi
Wziął udział w rozgrywkach szachowych w sezonie 2016/2017; 15 października 2016 roku został pokonany przez Niemca Roberta Zyska, dzień później zremisował z Węgrem Zoltánem Riblim. 19 listopada pokonał Polaka Mateusza Bartla, następnego dnia przegrał z Jewgienijem Postnym. Dwa następne mecze zostały zakończone zwycięstwem włoskiego zawodnika, który wygrał z Niemcem Robertem Baskinem (3 grudnia) oraz z Chorwatem Ivan Šariciem (4 grudnia). 18 lutego wygrał z reprezentującym Włochy Argentyńczykiem Fernando Bragą, następnego dnia Shytaj zremisował z Węgrem László Gondą. 18 marca pokonał rumuńskiego szachistę Doriana Rogozenkę, dzień później przegrał z Francuzem Romainem Edouardem. 8 kwietnia wygrał z Niemcem Arndem Lauberem, dzień później został pokonany przez innego Niemca Martina Bruedigama.
Uczestniczył także w sezonie 2017/2018, na początku zremisował 21 października z Niemcem Matthiasem Bluebaumem, następnie przegrał dwa razy z Chińczykiem Li Chao (22 października) i ze Szwedem Philipem Lindgrenem (11 listopada). Zremisował dwukrotnie z Niemcem Robertem Zyskiem (12 listopada) i reprezentującym Niemcy Rosjaninem Ilją Schneiderem (9 grudnia). 10 grudnia przegrał z Polakiem Mateuszem Bartelem. 2 lutego zremisował z Niemcem Dmitrijem Kollarsem. 4 lutego wygrał z innym niemieckim szachistą Benedictem Krause, a 24 lutego Shytaj został pokonany przez Węgra Richárda Rapporta, następnego dnia zremisował z Jordenem van Foreestem. 10 marca został pokonany przez Czecha Zbynka Hráčka, następnego dnia zremisował z Niemcem Patrickiem Zelbelem.
W sezonie 2019/2021 wziął udział w ośmiu rozgrywkach. 23 listopada 2019 roku został pokonany przez Sébastiena Mazé, dzień później zremisował z Holendrem Oscarem Lemmersem. 7 grudnia pokonał innego Holendra Woutera Spoelmana, jednak dzień później przegrał z niemieckim zawodnikiem Falko Bindrichem. Dwa kolejne mecze odbyły się w 2020 roku i zakończyły się porażką Shytaja; rozegrał je z Holendrami Loekiem van Welym (8 lutego) i Maxem Warmerdamem (9 lutego). Następne dwa mecze zakończyły się remisem, Shytaj grał przeciwko reprezentującemu Niemcy Ukraińcowi Mychajłowi Fedorowskiemu (22 lutego) i Niemcowi Gregoriemu Pitlowi (23 lutego).

## Prace naukowe
- Investigational treatment suspension and enhanced cell-mediated immunity at rebound followed by drug-free remission of simian AIDS (2013)[297]

## Życie prywatne
4 września 2015 roku wziął ślub z niemiecką arcymistrzynią szachową Elisabeth Pähtz.